# Christine (1958)
Christine is een Franse film uit 1958, geregisseerd door Pierre Gaspard-Huit. De film is gebaseerd op een stuk van de Oostenrijker Arthur Schnitzler uit 1895 en werd eerder verfilmd door Max Ophüls in 1933 als Liebelei. In deze film speelde de moeder van Romy Schneider de hoofdrol.
Hoofdrolspelers Alain Delon en Romy Schneider speelden voor het eerst samen in een film en kregen ook een verhouding.

## Verhaal
Wenen, 1906, luitenant Franz Lobheiner heeft een verhouding met een rijke barones maar wordt verliefd op de jonge Christine. Hij wil de relatie verbreken maar wordt toch uitgedaagd tot een duel door de echtgenoot van de barones, met dramatische gevolgen.

## Rolverdeling
| Acteur             | Personage       |
| ------------------ | --------------- |
| Alain Delon        | Franz Lobheiner |
| Romy Schneider     | Christine       |
| Jean-Claude Brialy | Theo Kaiser     |